# Courléon
Courléon – miejscowość i gmina we Francji, w regionie Kraj Loary, w departamencie Maine i Loara.
Według danych na rok 2010 gminę zamieszkiwało 167 osób, a gęstość zaludnienia wynosiła 12 osób/km².